# Шатукіт
Шатукіт — гідроксидний мінерал, силікат міді з формулою Cu5(SiO3)4(OH)2. Він кристалізується в орторомбічно-дипірамідальній кристалічній системі і зазвичай зустрічається у зернистій масивній формі, а також у вигляді волокнистих голчастих кристалів. За структурою та зовнішнім виглядом він близький до планчеїту .
Шатукіт — відносно рідкісний мідносилікатний мінерал. Вперше він був виявлений у 1915 році на мідних копальнях Бісбі, штат Аризона, зокрема у копальні Шаттук (звідси й назва). Це вторинний мінерал, який утворюється в результаті зміни інших вторинних мінералів. На шахті Шаттук він утворює псевдоморфози після малахіту. Псевдоморфізм — це поетапна заміна кристалічної структури іншою кристалічною структурою, але з незначною зміною зовнішньої форми вихідного кристала. Іноді його використовують як дорогоцінний камінь.

## Галерея

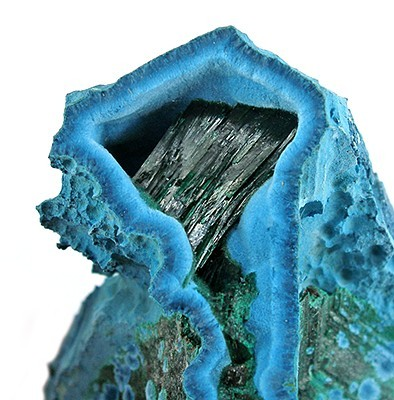
Шатукіт з малахітом, близько 4 см шириною. Копальня Каоковельд,Намібія
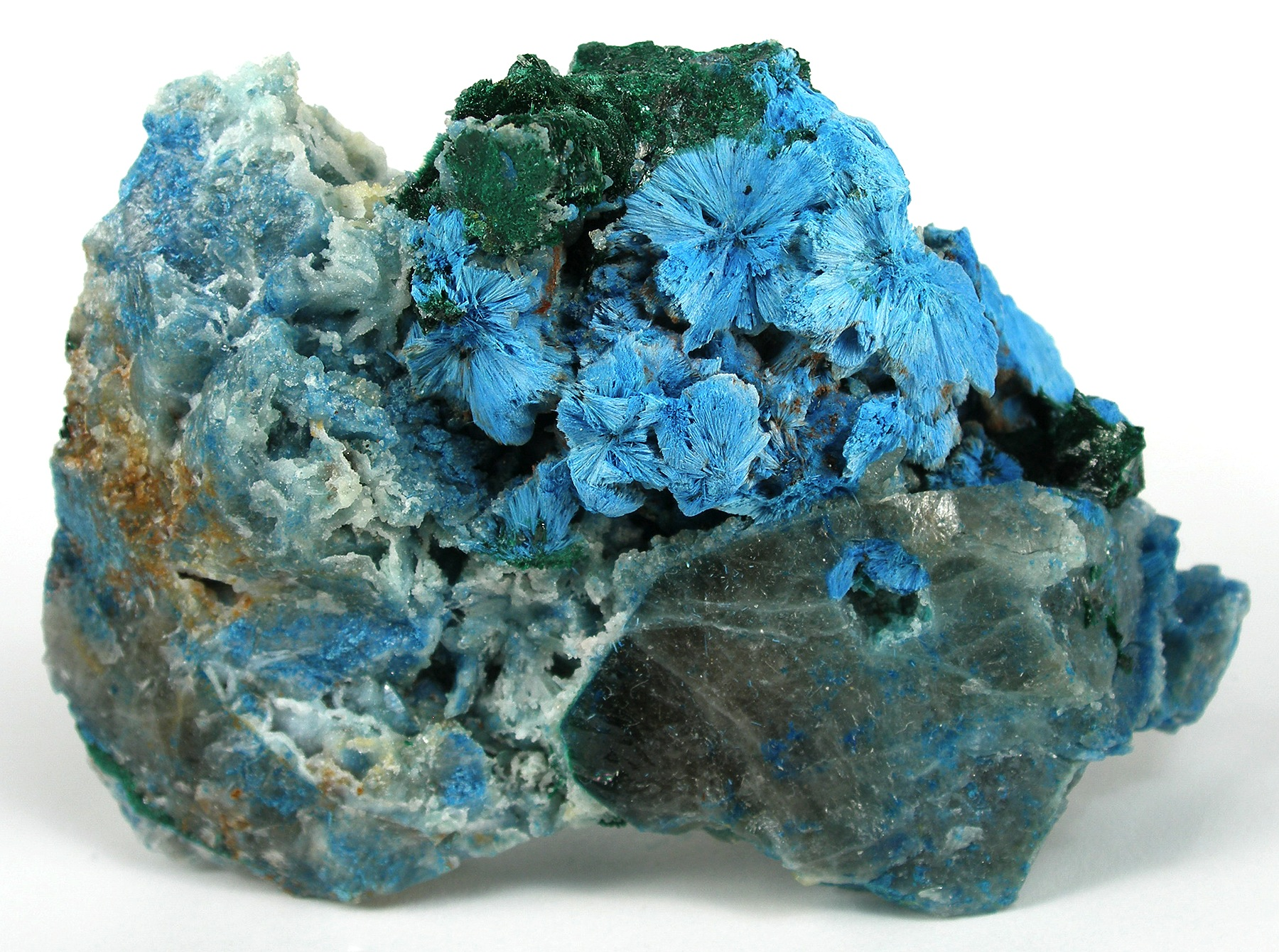
Кристали шатукіта з концентричними кільцевими скупченнями розпилених витягнутих голчастих кристалів. З ними асоціюються маленькі шматочки контрастних первинних кристалів малахіту темно-зеленого кольору
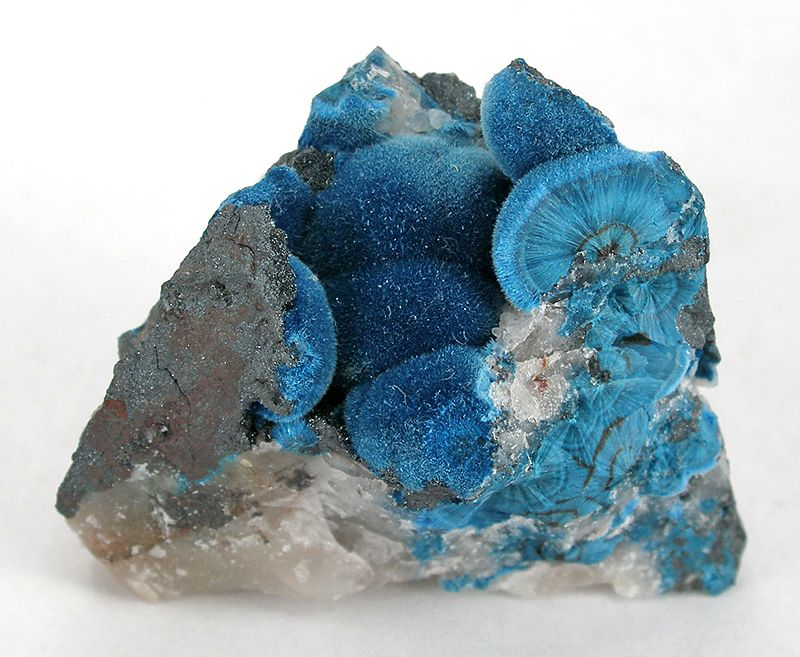
Ботріоїдальні кулі шатукіту з копальні Каоковельд, плато Каоковельд, регіон Кунене, Намібія
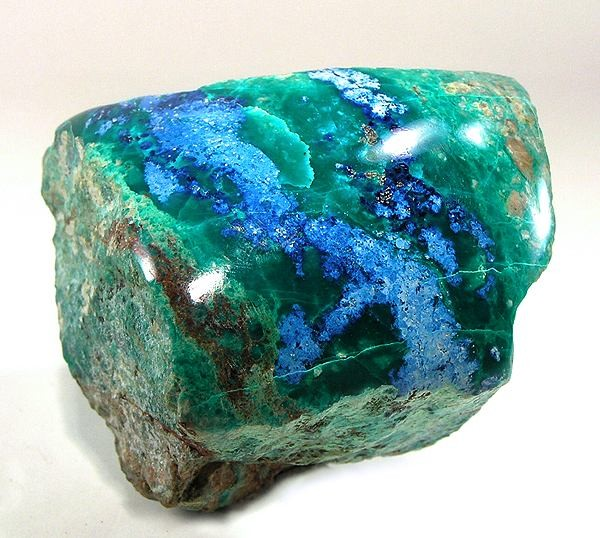
Полірований шатукіт з малахітом, копальня Нью-Корнелія, Ахо, Аризона. Розмір 5,3 × 5,1 × 5,0 см